# Velaine-sous-Amance
Pour les articles homonymes, voir Velaine.
Velaine-sous-Amance est une commune française située dans le département de Meurthe-et-Moselle, en région Grand Est.

## Géographie

### Localisation
Située à 20 km à l'est de Nancy, Velaine-sous-Amance est bordée par les communes de Cerville, Laître-sous-Amance, Laneuvelotte, Buissoncourt, Champenoux et Seichamps.

### Communes limitrophes

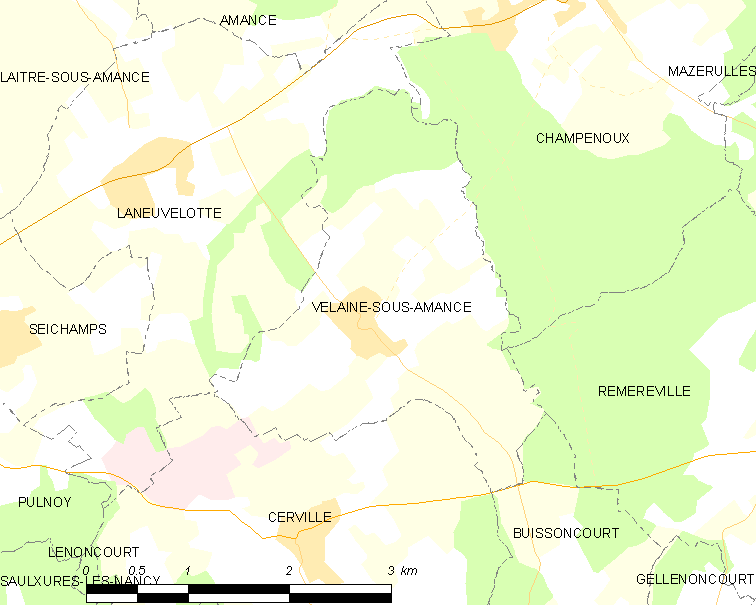
Carte de la commune.
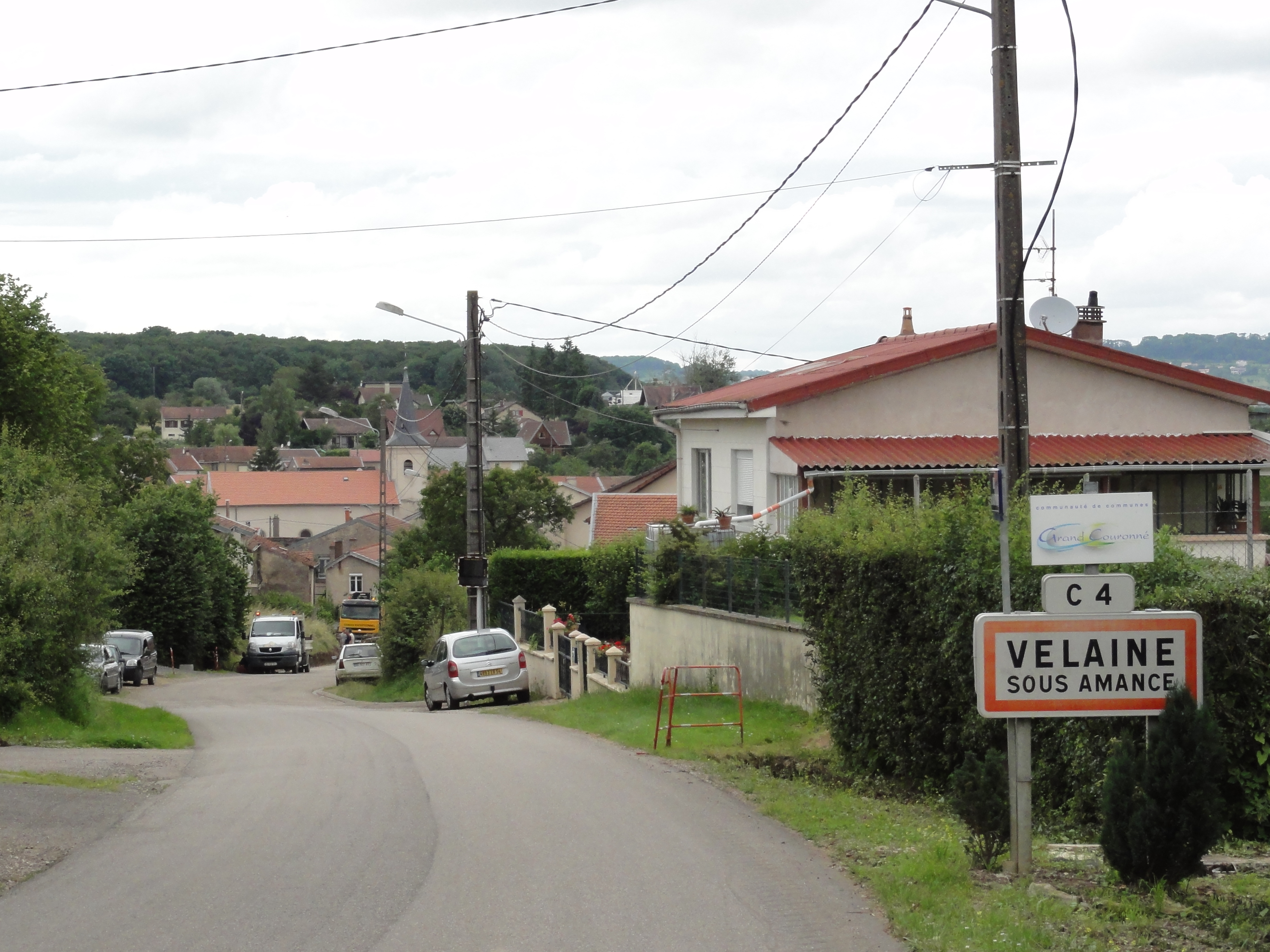
Entrée de Velaine-sous-Amance.
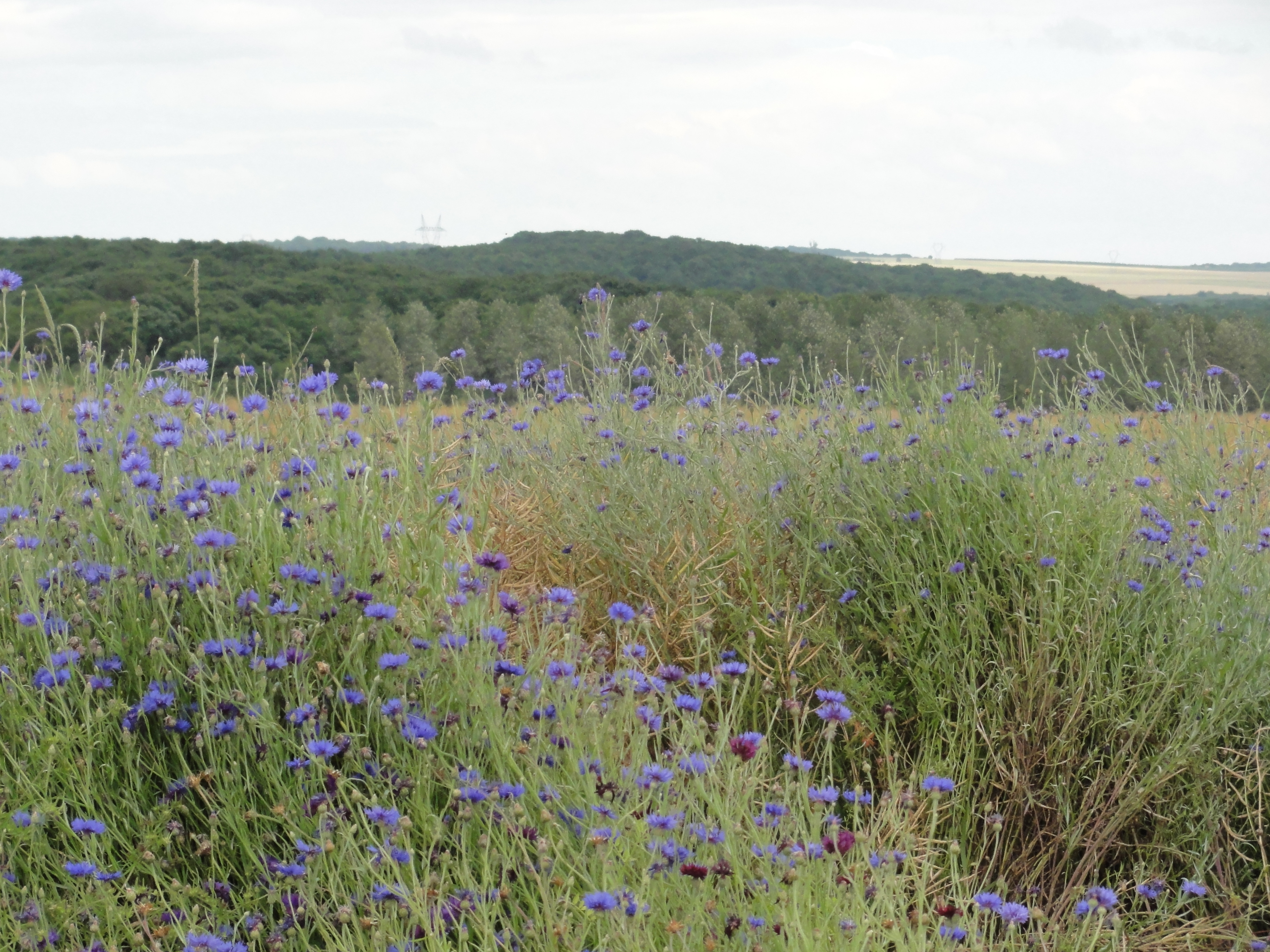
Paysage aux bleuets.

### Hydrographie
La commune est dans le bassin versant du Rhin au sein du bassin Rhin-Meuse. Elle est drainée par le ruisseau de Dessous la Ville, le ruisseau de l'Étang de la Bouzule et le ruisseau de l'Étang Vittel,.

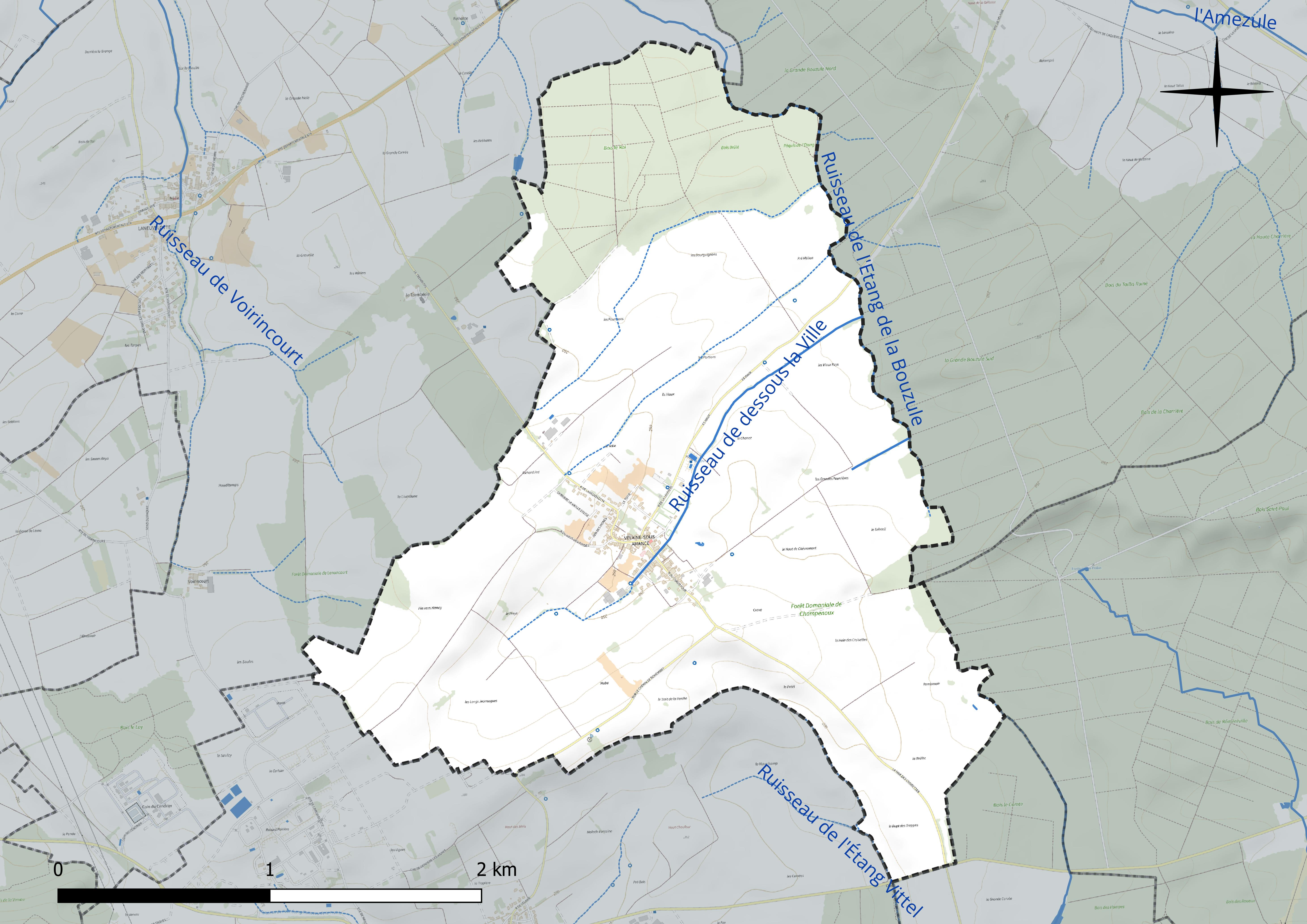
Réseau hydrographique de Velaine-sous-Amance.

### Climat
Pour des articles plus généraux, voir Climat du Grand Est et Climat de Meurthe-et-Moselle.
En 2010, le climat de la commune est de type climat océanique dégradé des plaines du Centre et du Nord, selon une étude du Centre national de la recherche scientifique s'appuyant sur une série de données couvrant la période 1971-2000. En 2020, Météo-France publie une typologie des climats de la France métropolitaine dans laquelle la commune est exposée à un climat semi-continental et est dans la région climatique  Lorraine, plateau de Langres, Morvan, caractérisée par un hiver rude (1,5 °C), des vents modérés et des brouillards fréquents en automne et hiver. 
Pour la période 1971-2000, la température annuelle moyenne est de 9,6 °C, avec une amplitude thermique annuelle de 17 °C. Le cumul annuel moyen de précipitations est de 776 mm, avec 11,2 jours de précipitations en janvier et 9,4 jours en juillet. Pour la période 1991-2020, la température moyenne annuelle observée sur la station météorologique de Météo-France la plus proche, « Nancy-Essey », sur la commune de Tomblaine à 8 km à vol d'oiseau, est de 11,0 °C et le cumul annuel moyen de précipitations est de 746,3 mm. 
La température maximale relevée sur cette station est de 40,1 °C, atteinte le 24 juillet 2019 ; la température minimale est de −24,8 °C, atteinte le 21 février 1956,,. 
Les paramètres climatiques de la commune ont été estimés pour le milieu du siècle (2041-2070) selon différents scénarios d'émission de gaz à effet de serre à partir des nouvelles projections climatiques de référence DRIAS-2020. Ils sont consultables sur un site dédié publié par Météo-France en novembre 2022.

## Urbanisme

### Typologie
Au 1er janvier 2024, Velaine-sous-Amance est catégorisée commune rurale à habitat dispersé, selon la nouvelle grille communale de densité à sept niveaux définie par l'Insee en 2022.
Elle est située hors unité urbaine. Par ailleurs la commune fait partie de l'aire d'attraction de Nancy, dont elle est une commune de la couronne,. Cette aire, qui regroupe 353 communes, est catégorisée dans les aires de 200 000 à moins de 700 000 habitants,.

### Occupation des sols
L'occupation des sols de la commune, telle qu'elle ressort de la base de données européenne d’occupation biophysique des sols Corine Land Cover (CLC), est marquée par l'importance des territoires agricoles (77 % en 2018), une proportion sensiblement équivalente à celle de 1990 (77,6 %). La répartition détaillée en 2018 est la suivante : terres arables (47,7 %), prairies (29,3 %), forêts (17,9 %), zones urbanisées (5 %), zones industrielles ou commerciales et réseaux de communication (0,1 %). L'évolution de l’occupation des sols de la commune et de ses infrastructures peut être observée sur les différentes représentations cartographiques du territoire : la carte de Cassini (XVIIIe siècle), la carte d'état-major (1820-1866) et les cartes ou photos aériennes de l'IGN pour la période actuelle (1950 à aujourd'hui).

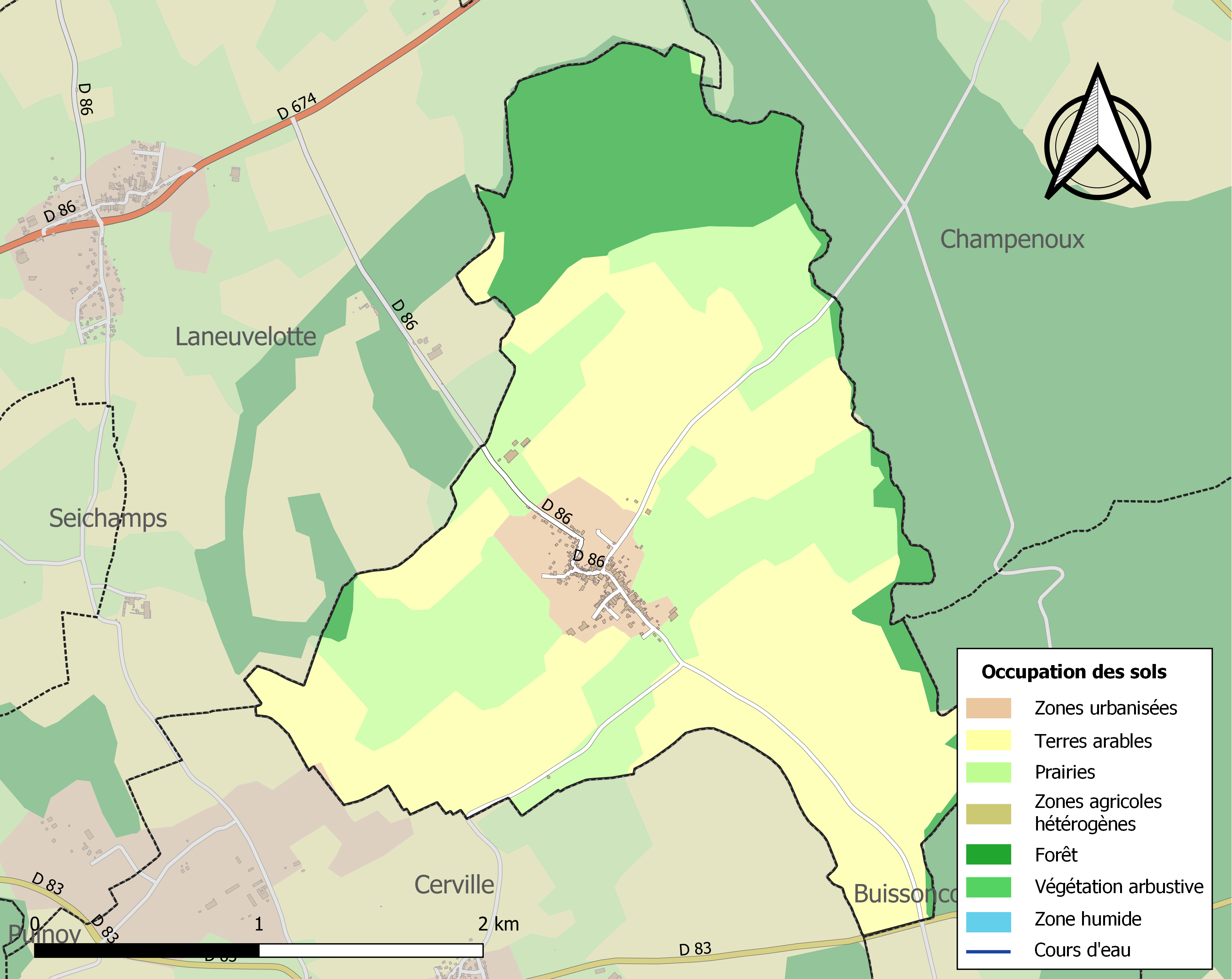
Carte des infrastructures et de l'occupation des sols de la commune en 2018 (CLC).

## Toponymie
Le nom de la localité est attesté sous les formes Vellanis (875) ; Villa quæ dicitur Villanis sub Amantio castro (1033) ; Villeines ; Vileines et Villeines (1284) ; Villanæ (1402) ; Villenne (1420) ; Velainne (1425).

Localement, on prononce Vlaine.

Pluriel du bas latin de l'adjectif féminin villana (terra ) : « terre tenue par un villanus, un paysan libre, domaine non noble » ; le singulier est récent.
Velaine est au Sud-Est de Amance.

## Histoire
Velaine-sous-Amance est un ancien village de bucherons qui s'est développé. Il avait un petit café et une épicerie qui ont fermé aujourd'hui.
865 : Velaine est mentionné dans un diplôme de Louis le Germanique.
968 : Velaine est mentionné dans la charte de confirmation des biens de l'abbaye de sainte Glossinde.
1289 : il est convenu entre les intéressés que la forteresse de Velaine resterait commune entre le duc de Lorraine et l'évêque de Metz.
1472 : le duc Nicolas concède aux habitants la vaine pâture autour de leur village et dans les bois de la gruerie d'Amance.
1593 : le duc Charles III de Lorraine donne à son fils cardinal-évêque de Metz et Strasbourg les villages de Velaine, Buissoncourt, Réméréville et Erbéviller en échange de Marsal.
1776 : Le maître d'école Joseph Méhul est mentionné dans une acte paroissial de baptême ; ce qui démontre la présence d'une école à cette date.
1814-1816 : le village subit 2 invasions des alliés qui lui coûte 4 458,50 francs de réquisitions.
1854 : le choléra réapparaît et fait 20 victimes.
1819-1864 : il exista une "école libre" fondée par un ancien sous-officier d'empire.
1861 : construction de l'école communale.
1872, habitants ayant combattu et figurant au tableau d'honneur des habitants de la Meurthe : Arsène Bertrand ; Victor Demange ; Joseph Humbert ; Sébastien Tuot et Mansuy Doyen
1888 : les habitants comprennent parfaitement le français mais parlent le patois.
1900 : la Commune est citée comme pionnière en matière de remembrement rural dans les annales de l'institut agronomique. Le quotidien local l'Est Républicain dans son édition du 23 novembre 1896 en parlait déjà et de manière plus détaillée.
Joseph Edmond Chatton est né à Buriville le 13 décembre 1858 et décédé le 11 décembre 1924. Il fut curé de Velaine-sous-Amance du 1er octobre 1889 au 9 août 1899, il fut membre de la société d'archéologie lorraine et correspondant de l'Académie Stanislas. Il publia de nombreux articles historiques.

## Politique et administration
| Période                                  | Période      | Identité         | Étiquette | Qualité |
| ---------------------------------------- | ------------ | ---------------- | --------- | ------- |
| Les données manquantes sont à compléter. |              |                  |           |         |
| mars 2001                                | 2014         | Étienne Barottin |           |         |
| 2014                                     | octobre 2014 | Bernard Barbier  |           |         |
| novembre 2014                            | mai 2020     | Raymonde Perrin  |           |         |
| mai 2020                                 | octobre 2020 | Benjamin Chalon  |           |         |
| novembre 2020                            | En cours     | Cédric Baudouin  |           |         |

## Population et société

### Démographie
L'évolution du nombre d'habitants est connue à travers les recensements de la population effectués dans la commune depuis 1793. Pour les communes de moins de 10 000 habitants, une enquête de recensement portant sur toute la population est réalisée tous les cinq ans, les populations de référence des années intermédiaires étant quant à elles estimées par interpolation ou extrapolation. Pour la commune, le premier recensement exhaustif entrant dans le cadre du nouveau dispositif a été réalisé en 2007.

En 2022, la commune comptait 284 habitants, en évolution de +2,9 % par rapport à 2016 (Meurthe-et-Moselle : −0,13 %, France hors Mayotte : +2,11 %).
| 1793 | 1800 | 1806 | 1821 | 1831 | 1836 | 1841 | 1846 | 1851 |
| ---- | ---- | ---- | ---- | ---- | ---- | ---- | ---- | ---- |
| 306  | 317  | 382  | 369  | 361  | 367  | 366  | 362  | 367  |

| 1856 | 1861 | 1872 | 1876 | 1881 | 1886 | 1891 | 1896 | 1901 |
| ---- | ---- | ---- | ---- | ---- | ---- | ---- | ---- | ---- |
| 364  | 376  | 330  | 333  | 298  | 292  | 287  | 280  | 262  |

| 1906 | 1911 | 1921 | 1926 | 1931 | 1936 | 1946 | 1954 | 1962 |
| ---- | ---- | ---- | ---- | ---- | ---- | ---- | ---- | ---- |
| 253  | 251  | 181  | 229  | 169  | 172  | 177  | 176  | 196  |

| 1968 | 1975 | 1982 | 1990 | 1999 | 2006 | 2007 | 2012 | 2017 |
| ---- | ---- | ---- | ---- | ---- | ---- | ---- | ---- | ---- |
| 213  | 247  | 251  | 260  | 271  | 276  | 277  | 277  | 280  |

| 2022 | - | - | - | - | - | - | - | - |
| ---- | - | - | - | - | - | - | - | - |
| 284  | - | - | - | - | - | - | - | - |

## Vie associative et sportive
Il y a l'espace Georges-Kalman, une salle polyvalente, deux terrains de football et des jeux pour enfants. 

## Culture locale et patrimoine

### Lieux et monuments
- Église Saint-Martin de 1774 avec son petit jardin.
- Le cimetière avec sa grande fontaine.
- Monument aux morts.
- Trois calvaires.

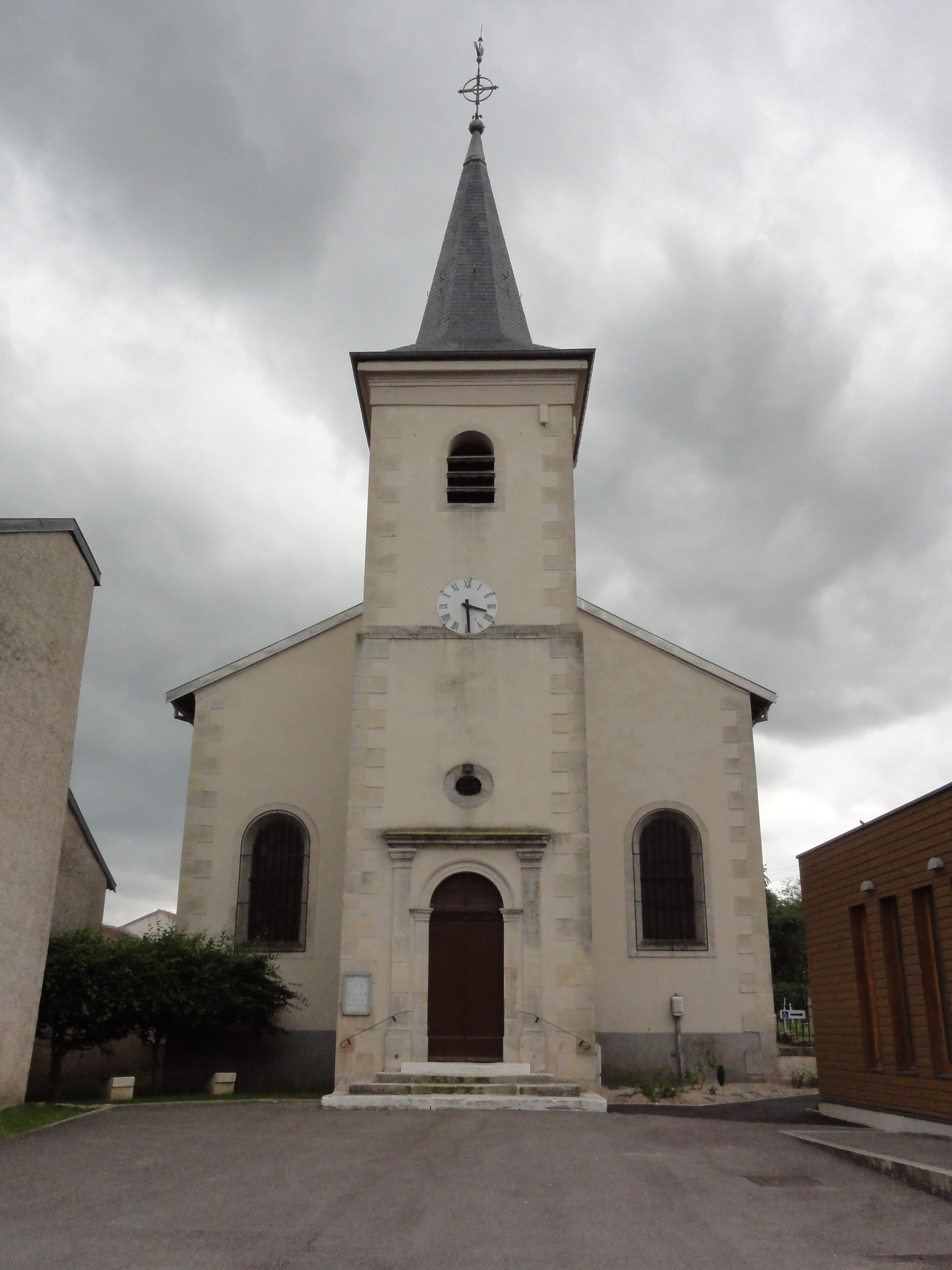
Église Saint-Martin.
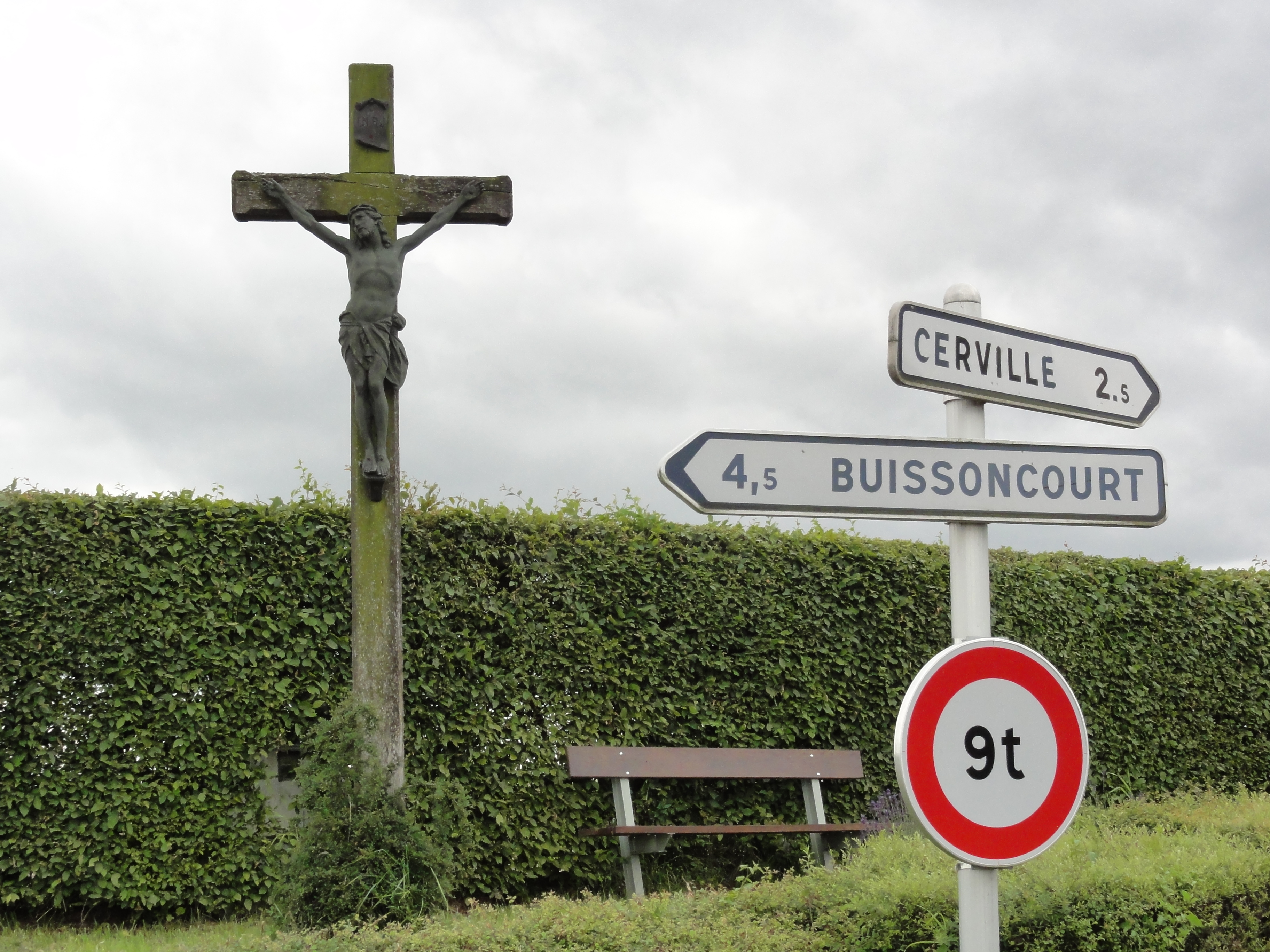
Un calvaire.

### Héraldique, logotype et devise
| Blason de Velaine-sous-Amance | Blason  | De gueules au dextrochère de carnation vêtu d'azur mouvant d'un nuage tenant une épée d'argent, garnie d'or, accompagnée en chef de deux cailloux d'or ; sur le tout, d'argent chargé d'un écusson d'azur.                                           |
| Blason de Velaine-sous-Amance | Détails | L'écu d'argent à l'écusson d'azur sont les armes de la prévôté d'Amance. Velaine appartenait à l'évêché de Metz, c'est ce qui explique l'existence de l'épée et des cailloux, blason de cet évêché. Le statut officiel du blason reste à déterminer. |

Blason populaire : Les habitants sont surnommés "les postillons". Selon la légende, il existait une voie de communication entre Nancy et Réméréville passant par Velaine, ce dernier aurait été un relai de postes, d'où le sobriquet.
Comme ses voisins, le village était l'objet d'un quolibet : on ne peut aller à Amance sans monter, à Laître sans être moqué et à Velaine sans être crotté !